# Biserica Sfântul Nicolae din Chiajna
Biserica Sfântul Nicolae din Chiajna este un monument istoric aflat pe teritoriul satului Chiajna, comuna Chiajna.
Biserică în plan triplat ridicată între 1831-1897, cu o turlă pătrată închisă pe pronaos, construită pe amplasamentul unei biserici din lemn, mai veche. Catapeteasma zidită cu 3 registre de icoane. Cărti de cult sec. XVIII, icoană si moaste de la Sfintele locuri aduse în 1935 de Visarion Pantelimon si Haralambie. Igrasie până la 0,5 m, crăpături în absidă si turlă. Au fost ctitori locuitorii bulgari si turci la sf. sec. XVIII pe terenul dat de d-na Chiajna, sotia printului Constantin Cernica, bey Mamuc cumpăra mosia în 1835.